# Richelieu—Verchères
Pour les articles homonymes, voir Richelieu et Verchères (homonymie).
 (février 2015).
Si vous disposez d'ouvrages ou d'articles de référence ou si vous connaissez des sites web de qualité traitant du thème abordé ici, merci de compléter l'article en donnant les références utiles à sa vérifiabilité et en les liant à la section « Notes et références ».
Richelieu—Verchères est une ancienne circonscription électorale fédérale située en Montérégie au Québec, représentée de 1935 à 1968.
La circonscription est créée en 1933 avec des parties de Chambly—Verchères, Richelieu, Saint-Hyacinthe—Rouville et de Yamaska.
Elle est abolie en 1966 et redistribuée parmi les circonscriptions de Chambly, Bas-Richelieu—Nicolet—Bécancour et de Saint-Hyacinthe.

## Géographie
Initialement, la circonscription de Richelieu—Verchères comprenait:
- Le comté de Richelieu
- Le comté de Verchères, sauf Sainte-Julie, Saint-Mathieu, Beloeil et McMasterville
- Le village de Saint-Michel dans le comté de Yamaska
- Les localités de Saint-Barnabé, Saint-Bernard, Saint-Jude-de-Saint-Ours, Saint-Charles-de-la-Rivière-Chambly, Saint-Denis-de-la-Rivière-Chambly, et les villages de Saint-Charles et de Saint-Denis

## Députés
1. 1935-1946 — Pierre-Joseph-Arthur Cardin, Libéral (1935-1945) et Indépendant (1945)
2. 1946¹-1952 — Gérard Cournoyer, Libéral
3. 1952¹-1967 — Lucien Cardin, Libéral
4. 1967¹-1968 — Jacques-Raymond Tremblay, Libéral